# Органов, Николай Николаевич
Никола́й Никола́евич Орга́нов (27 февраля 1901, Зарайск, Рязанская губерния — 5 мая 1982, Москва) — партийный и государственный деятель. Председатель Президиума Верховного Совета РСФСР (1959—1962). Член Бюро ЦК КПСС по РСФСР (1961—1962). Входил в состав особой тройки НКВД СССР. Чрезвычайный и полномочный посол.

## Биография
Родился в семье рабочего. С 1916 года рабочий по ремонту телеграфных линий. В 1919—1923 годах в РККА.
С 1924 года — секретарь уездного комитета комсомола. Вступил в РКП(б) в 1925 году. Далее занимал должности председателя горисполкома, секретаря райкома, заведующего отделом обкома, крайкома.
В 1934—1937 годах — первый секретарь Некоузского районного комитета ВКП(б) (Ивановская Промышленная, затем Ярославская область). В 1937—1938 годах — и. о. второго секретаря Ярославского обкома. Этот период отмечен вхождением в состав особой тройки, созданной по приказу НКВД СССР от 30.07.1937 № 00447 и активным участием в сталинских репрессиях.
С 1943 года — секретарь Приморского крайкомов ВКП(б). В 1948 году окончил Высшую партийную школу при ЦК ВКП(б) (заочно). В 1947—1952 годах — первый секретарь Приморского крайкома ВКП(б). В 1952—1958 годах первый секретарь Красноярского крайкома ВКП(б)—КПСС. В 1958—1959 годах — заместитель председателя Совета министров РСФСР. В 1959—1962 годах — председатель Президиума Верховного совета РСФСР (избран 26 ноября 1959 года на второй сессии Верховного совета РСФСР V созыва). Входил в состав Бюро ЦК КПСС по РСФСР (31 октября 1961 — 23 ноября 1962).
С 12 января 1963 по 12 апреля 1967 года — чрезвычайный и полномочный посол СССР в Болгарии. С 1967 года — заведующий отделом ЦК КПСС. В 1967—1973 годах — председатель Комиссии по выездам за границу при ЦК КПСС.
Депутат Верховного Совета СССР III—VIII созывов (1950—1970).
С 1973 года — на пенсии. Скончался 5 мая 1982 года в Москве. Похоронен на Троекуровском кладбище.

## Награды
- Три ордена Ленина (в т. ч. 7 марта 1961 — в связи с 60-летием со дня рождения и за заслуги перед Советским государством).